# Solenocentrum maasii
Solenocentrum maasii är en orkidéart som beskrevs av Robert Louis Dressler. Solenocentrum maasii ingår i släktet Solenocentrum och familjen orkidéer.
Artens utbredningsområde är Costa Rica. Inga underarter finns listade i Catalogue of Life.